# William Kenneth Hartmann
Kenneth William Hartmann, né à New Kensington en Pennsylvanie le 6 juin 1939 est un astronome, peintre et essayiste américain.

## Biographie
Il a obtenu une licence de physique à l'Université de Pennsylvanie, une maîtrise ès sciences en géologie et un doctorat (Ph.D.) d'astronomie à l'Université de l'Arizona. Sa carrière a duré plus de 40 ans, des premiers travaux dans les années 1960 avec Gerard Kuiper sur la mer lunaire Mare Orientale, à la collaboration avec la NASA sur la cartographie de Mars grâce aux photos prises par Mariner 9, jusqu'à ses œuvres récentes au sein du projet Mars Global Surveyor.
Très influencé par Chesley Bonestell, il est considéré comme l'un des plus grands artistes américains dans le domaine de l'illustration des objets spatiaux. Avec Ron Miller a écrit et illustré de nombreux livres sur l'histoire géologique de la Terre et sur le système solaire.
Il travaille actuellement comme chercheur principal au Planetary Science Institute (en) à Tucson en Arizona. Il est également membre de l'Association internationale des artistes astronomes. Il a écrit des textes d'enseignement scientifique, des histoires et des romans.
De 1966 à 1968, il faisait partie du projet UFO de l'Université du Colorado, plus connu sous le nom de Comité Condon, dont l'objet était l'étude du phénomène OVNI initié par l'US Air Force. Après avoir examiné diverses données, principalement photographiques, données primaires réputées peu fiables ou incertaines, l'équipe reconnut dans le rapport final de la commission Hartmann que deux cas restaient inexpliqués et pourraient être considérés comme preuves, bien que non concluantes, de la réalité des OVNIS.
L'astéroïde (3341) Hartmann est baptisé en son honneur.

## Origine de la Lune
Il est surtout connu pour être le premier à convaincre la communauté scientifique que la formation de la Lune a été causée par l'impact d'un corps du Système solaire (Théia) avec la Terre, donnant lieu ainsi à l'inclinaison de 23° de l'axe de rotation la Terre par rapport à l'écliptique. Sa théorie du grand impact (Hypothèse de l'impact géant ou encore Big splash en anglais), également reprise à partir d'une hypothèse formulée en 1946 par le géologue canadien Reginald Aldworth Daly, est aujourd'hui communément acceptée.